# Foot-ball Club Albenga 1905
La ALBINGAUNIA SPORT ALBENGA è una società calcistica con sede nella città di Albenga (SV).

## Storia
L'origine del calcio ad Albenga risale al 28 aprile 1911, quando l'Unione Sportiva Albenganese, società ginnica fondata l'11 maggio 1905, aprì una sezione calcistica. Il 14 gennaio 1914 fu poi creato l'Ingaunia Football Club, rimasto attivo fino al 1924.
L'Unione Sportiva Albenga fu istituita il 23 dicembre 1927 tramite la fusione dell'U.S. Speranza e del S.C. Fulgor, squadre con sede ad Albenga, voluta dai presidenti di entrambe le società, Celestino Franchi (presidente del Fulgor) e Pierino Viziano (presidente della Speranza), come attesta la lettera spedita in data 28 dicembre 1927 al Podestà di Albenga, l'avvocato Prospero Cepollini:
U.S. SPERANZA – p. Il Presidente f.to Ciro Zamboni S.C. FULGOR – Il Presidente f.to Franchi Celesto»
(lettera assunta al protocollo del Municipio di Albenga in data 28/12/1927 al n. 6717)
Il primo presidente della nuova società fu Celestino Franchi, mentre i colori sociali adottati furono quelli della maglia dell'Ingaunia: arancione (giallo) bordato di rosso, cioè i colori della città di Albenga (Fonte: Liguria 2000 News).
La nuova società si affiliò alla FIGC nelle prime settimane del 1928 e si iscrisse per la stagione 1928-29 alla Terza Divisione Liguria, il livello più basso del campionato italiano di calcio: la squadra venne inserita nel Girone A. In quella stagione la squadra disputò le partite casalinghe alle Sgorre, sito dove è ubicato al giorno di oggi lo Stadio Comunale “Annibale Riva”. Il primo allenatore e capitano dell'Albenga fu Carlo Ghigliano, un ex difensore che aveva militato in passato nel Savona e addirittura nel pluriscudettato Genoa, ricevendo anche l'onore di essere convocato nella nazionale italiana nel 1920. L'Albenga debuttò in campionato l'11 novembre 1928, alla seconda giornata di campionato (in quanto alla prima riposava) pareggiando 0-0 in trasferta contro il Costamagna di Carassone di Mondovì. Grazie a un buon finale di campionato, l'Albenga concluse il campionato al 3º posto nel Girone A con 14 punti, mentre il girone fu vinto dalle Ferriere Novi con 20 punti.
Nella stagione successiva l'Albenga, questa volta inserita nel Girone B, sotto la conduzione del nuovo presidente Bernardo Zunino, veterinario genovese, confermò il terzo posto nel girone, dietro Alassio e Veloce di Savona. Il primo derby in assoluto contro l'Alassio avvenne alla seconda giornata in casa dell'Albenga e venne vinto dagli avversari per 2-1.
Nella stagione 1930-31 l'Albenga militò ancora una volta in Terza Divisione Liguria, questa volta nel Girone C. Sotto la conduzione del nuovo presidente, Carlo Rombo, segretario dell'Ospedale Santa Maria di Misericordia di Albenga, l'Albenga ottenne in 13 partite 15 punti, vincendone 7, pareggiandone una e perdendone 5, segnando 27 reti e subendone 22. Al termine della stagione, la squadra venne ammessa in II Divisione Liguria, ottenendo quindi la sua prima promozione.
Nel frattempo la società cambiò denominazione in Albingaunia Sport, oltre al presidente, che divenne Giacomo Massone, radiologo dell'Ospedale di Albenga. Nel girone unico (a 11 squadre) di II Divisione Liguria, insieme all'Albingaunia, vennero inseriti anche i rivali dell'Alassio, con il quale alla prima giornata avvenne il derby che terminò 1-1. Al termine del campionato, l'Albingaunia si piazzò settima con 19 punti, mentre il campionato fu vinto dalle riserve del Genoa con 32 punti.
Nella stagione 1932-33 venne riconfermato alla presidenza Giacomo Massone, che iscrisse di nuovo l'Albingaunia alla II Divisione Liguria. La squadra riuscì a conquistare l'accesso alle semifinali per la promozione, dopo una vittoria all'ultima giornata (23 febbraio 1933) in trasferta contro il Veloce di Savona, in cui l'Albenga riuscì a rimontare l'iniziale svantaggio (rete del Veloce al 59°) grazie alle reti di Mascardi (65') e Carpini (82') che permisero all'Albingaunia di vincere l'incontro per 2-1 e accedere alle Finali, dove chiuse al 2º posto. Il buon piazzamento permise alla squadra di essere ammessa per la prima volta in Prima Divisione, la Serie C dell'epoca.
Nella stagione dell'esordio in Prima Divisione, tuttavia, la squadra si classificò soltanto penultima, retrocedendo sul campo salvo poi essere ripescata per l'ennesimo allargamento dei quadri. Nell'estate 1934, tuttavia la FIGC decise di istituire il campionato di Serie C a partire dalla stagione 1935-36 e ciò avrebbe significato che l'Albingaunia per mantenere il posto in terza serie (ribattezzata Serie C) avrebbe dovuto classificarsi tra le prime sei; in caso contrario sarebbe stata retrocessa nella nuova Prima Divisione Regionale. La squadra, allenata dal toscano Mario Balloni, non riuscì a ottenere la permanenza in terza serie classificandosi 8ª a sei punti dalla salvezza, retrocedendo dunque in Prima Divisione Liguria.
Come se non bastasse, la società si trovò in difficoltà economiche e il presidente Massone si dimise, venendo sostituito alla presidenza da Piero Giuliani. A causa delle difficoltà economiche l'Albingaunia non riuscì a lottare per la vittoria del campionato di Prima Divisione Liguria, terminando addirittura penultima con soli 15 punti, mentre il campionato fu vinto dalla Corniglianese con 36 punti. Nella stagione successiva la società non si iscrisse addirittura ad alcun campionato.
Nella stagione 1937-38, invece, venne iscritta in I Divisione Liguria, nel Girone di Ponente, come sezione calcio del Dopolavoro Aziendale Agricolo di Albenga. Il presidente del Dopolavoro Aziendale Agricolo in quella stagione era il Dottor Cravino mentre il Presidente della Sezione Calcio era Giuseppe Rapa. La squadra vinse agevolmente in campionato con 24 punti, frutto di 11 vittorie, due pareggi e una sola sconfitta, staccando la seconda classificata, le riserve della Sanremese, di addirittura sette punti e subendo una sola sconfitta contro la Finalese. Nel girone finale a quattro per la promozione in Serie C l'Albenga riuscì a prevalere sul Tigullia battendola per 3-0 (reti di Mario Focollo al 7', e doppietta di Rossi al 67' e all'85') nello spareggio disputatosi sul campo neutro di Savona domenica 19 giugno 1938 alle 16:30. L'Albenga, allenata in quella stagione da Mario Balloni, conquistò così una storica promozione in Serie C.
Militò in Serie C (girone D) per tre stagioni successive, giungendo due volte ottavo e una volta nono, venendo costretta però a cessare l'attività nel 1941 per problemi bellici.
Quando riprese l'attività, nel 1945, ripartì dalla Prima Divisione Liguria, vincendo il girone e tornando immediatamente in Serie C. Al termine della stagione 1947-48, a causa di una riforma dei campionati (che ridusse i gironi di Serie C da 18 a 4), il 10º posto nel Girone A non bastò per evitare la retrocessione nel nuovo campionato di Promozione.
Nella stagione 1980-81 è stata la prima formazione allenata da Gian Piero Ventura che in seguito allenerà 20 squadre (con 10 stagioni in Serie A) e la nazionale italiana.
Nella stagione '97-'98 l'Albenga vinse la Promozione approdando in Eccellenza.
Nel 2011 la società viene affidata alla cura del nuovo presidente Andrea Tomatis, che riporta il club fino all’Eccellenza, per poi dimettersi nel 2017. L’anno successivo viene presa in gestione da un gruppo di imprenditori locali che riescono a mantenere il club nel massimo livello regionale. Nel 2019 l’amministrazione comunale, guidata dall’avvocato Giorgio Cangiano, consente la realizzazione del manto in erba sintetica dello stadio Annibale Riva. Nell'estate dello stesso anno l'imprenditore Gianpiero Colla, dopo aver lasciato l’Albisola, rileva la società ingauna.. La squadra viene affidata Matteo Solari e veleggia nelle prime posizioni per tutto il campionato, non riuscendo però a staccare le rivali; dopo alcune sconfitte negli scontri diretti e nella finale di coppa Italia regionale per mano del Sestri Levante, Solari viene sollevato dall'incarico e sostituito da Pierluigi Lepore. Il nuovo tecnico conduce la squadra solamente per poche partite, poiché nella prima settimana di marzo il campionato viene fermato a causa dell'emergenza Covid-19. I bianconeri chiudono quindi al 3º posto dietro all'Imperia ed al Sestri Levante.
La stagione 2020-2021 parte con grandi ambizioni: la squadra è affidata ad Alessandro Grandoni, coadiuvato da David Balleri: i bianconeri si qualificano ai play-off per la promozione in Serie D, concludendo la breve stagione regolare al 4º posto, ma vengono battuti al primo turno dal Ligorna, futura vincitrice del campionato.
Per la stagione successiva si decide di cambiare nuovamente allenatore: la scelta ricade su Alessandro Lupo, ex tecnico dell'Imperia Calcio. A stagione in corso, dopo le dimissioni di Lupo, la squadra viene affidata a Flavio Ferraro; i bianconeri concludono al 2º posto nel girone A dietro la Cairese, e grazie a questo piazzamento partecipano al girone play-off, in cui tuttavia arrivano quarti, mancando per soli due punti la qualificazione agli spareggi nazionali.
La stagione 2022-2023 si apre con il passaggio del testimone, al vertice societario, da Gianpiero Colla a Simone Marinelli, e la conseguente nomina dell'allenatore Pietro Buttu; dopo una campagna estiva di spessore, l'obiettivo dichiarato è quello di raggiungere la serie D, a più di 30 anni dall'ultima volta. Gli ingauni non deludono le aspettative e, al culmine di una marcia travolgente, conquistano l'Eccellenza, rimanendo in testa dalla prima giornata all'ultima e totalizzando 77 punti, frutto di 24 vittorie, 5 pareggi e 5 sconfitte (in particolare spiccano le 10 vittorie consecutive nelle prime 10 giornate).
Al termine della stagione, tuttavia, Marinelli lascia la società, che passa nelle mani di una cordata a capo della quale figura l'imprenditore Santi Cosenza; il nuovo direttore sportivo, inoltre, è l'ex calciatore Marco Ferrante. Buttu, nonostante la vittoria del campionato, non viene riconfermato, ed al suo posto viene scelto Fabio Fossati. A dicembre da neopromossa con un'ottima posizione di classifica, nonostante le rassicurazioni del presidente Santi Cosenza su presunti problemi societari si attua una mini-rivoluzione tecnica e societaria, con la cessione di diversi giocatori protagonisti dell'ottima prima parte di stagione (su tutti Boloca, Barranco, Likaxhiu, Masetti, Esposito, Facchetti), le dimissioni del mister Fossati (che dopo qualche settimana passa alla prestigiosa panchina del Livorno) sostituito da Antonio Aiello. A gennaio 2024 lascia anche Marco Ferrante, poco dopo anche il D.S. Cocito.
Il 18 febbraio 2025, dopo la seconda rinuncia a presentarsi sul campo, il Giudice sportivo la esclude dal campionato di Serie D.
La squadra viene dichiarata fallita e, al suo posto, viene fondata la Foot-ball Club Albenga 1905, che riparte nel campionato di Prima Categoria.
8 luglio 2025 si è riunita l’assemblea straordinaria dei soci dell’A.s.d. Vadino Football Club, che ha deliberato all’unanimità il cambio della denominazione sociale in Albingaunia Sport Albenga.
La scelta del nome Albingaunia non è casuale: richiama il glorioso passato e rafforza il legame profondo con il territorio, con l’ambizione di rappresentare con orgoglio e serietà, tutta la comunità ingauna nei prossimi impegni sportivi.
Di seguito, il nuovo organigramma societario della Albingaunia Sport Albenga:
Presidente: Roberto Capezio
Vicepresidente: Vittorio Bacchetta, Gianmaria De Filippis, Jacopo Fabiano
Direttore generale: Emanuele Feroleto
Direttore sportivo: Filippo Licata
Segretario: Luca Gasperini
DIGIRENTI: Daniela Agnoli, Fabrizio Ansaldi, Mireno Bosio, Alessandro Bruzzone, Gabriele Castiglia, Andrea Feroleto, Loris Giunta, Mansueto Guarino, Thomas La Porta, Andrea Lupi, Giacomo Massone (Supervisore societario), Antonio Morabito, Carmine Morabito, Gabriele Patrucco carica alla tutela della Storicità del Museo dell’Associazione Culturale Orgoglio Ingauno, Francesca Rupil, Monica Rupil, Matteo Sandre, Giorgio Servetto, Tommaso Zanatta, Mariangela Zavaglia.

## Palmarès

### Competizioni regionali
- Eccellenza: 1

2022-2023
- Promozione: 4

1952-1953 (girone A), 1976-1977 (girone A), 1993-1994 (girone A), 1997-1998 (girone A)
- Prima Categoria: 4

1945-1946 (girone A),
1960-1961 (girone A), 1963-1964 (girone A), 2013-2014 (girone A)
- Prima Divisione Ligure: 1

1937-1938
- Seconda Divisione Ligure: 1

1932-1933

### Competizioni provinciali
- Terza Categoria: 1

2010-2011 (girone C)